# 106
106（百六、ひゃくろく）は自然数、また整数において、105の次で107の前の数である。

## 性質
- 106 は合成数であり、約数は 1, 2, 53 と 106。
  - 約数の和は162。
- 35番目の半素数である。1つ前は95、次は111。
  - 3桁では最小の半素数である。
- 1/106 = 0.00943396226415… (下線部は循環節で長さは13)
  - 逆数が循環小数になる数で循環節が13になる3番目の数である。1つ前は79、次は158。
- 各位の和が7になる9番目の数である。1つ前は70、次は115。
- 106 = 52 + 92
  - 異なる2つの平方数の和で表せる32番目の数である。1つ前は104、次は109。(オンライン整数列大辞典の数列 A004431)
  - n = 2 のときの 5n + 9n の値とみたとき1つ前は14、次は854。(オンライン整数列大辞典の数列 A074604)
- 106 = 32 + 42 + 92
  - 3つの平方数の和1通りで表せる46番目の数である。1つ前は104、次は109。(オンライン整数列大辞典の数列 A025321)
  - 異なる3つの平方数の和1通りで表せる30番目の数である。1つ前は104、次は107。(オンライン整数列大辞典の数列 A025339)
  - n = 2 のときの 3n + 4n + 9n の値とみたとき1つ前は16、次は820。(オンライン整数列大辞典の数列 A074551)
- 106 = 53 − 33 + 23
  - n = 3 のときの 5n − 3n + 2n の値とみたとき1つ前は20、次は560。(オンライン整数列大辞典の数列 A135159)
- 106 = 53 − 52 + 5 + 1
  - n = 5 のときの n3 − n2 + n + 1 の値とみたとき1つ前は53、次は187。(オンライン整数列大辞典の数列 A188377)

## その他 106 に関すること
- 原子番号 106 の元素はシーボーギウム（Sg）である。
- プジョー・106は仏プジョー社の乗用車。
- 106キーボード：キートップが106個のキーボード。
- 日本プロ野球のシーズン最多盗塁は福本豊の106個である。
- 4月16日（閏年は4月15日）は、年始から数えて106日目である。
- 106急行バスは主に国道106号を経由して岩手県宮古市と盛岡市を結ぶ岩手県北自動車のバス路線。
- 西暦106年
- 近体詩の押韻に使われる平水韻の韻目の総数は106韻。
- 第106代ローマ教皇はハドリアヌス2世（在位：867年12月14日～872年12月〈11月説もある〉）である。
- クルアーンにおける第106番目のスーラはクライシュ族である。